# この世界の片隅で
『この世界の片隅で』（このせかいのかたすみで）は、1965年7月20日、山代巴編により岩波新書の一冊（青版566、判型B40、並大裁、234頁）として刊行された同時代史的ルポルタージュ作品。

## 概要
被爆者の体験を基に「被爆から20年の歴史を明らかにする」ことを目的に作られた「広島研究の会」の最初の成果として刊行された。在日朝鮮人、被差別部落民、刊行当時は米軍施政下にあった沖縄在住者など、被爆者の中のマイノリティ的存在に対し、第二次世界大戦後の比較的早い時期から注意を向けている点に意義がある。

## 内容
以下の章で構成されている。カッコ内は執筆者。
- 「相生通り」（文沢隆一）
- 「福島町」（多地映一）
- 「IN UTERO」（風早晃治 - 中国放送記者・秋信利彦の筆名）
- 「病理学者の怒り」（杉原芳夫）
- 「あすにむかって」（山口勇子）
- 「原爆の子から二十年」（小久保均）
- 「一つの母子像」（山代巴）
- 「沖縄の被爆者たち」（大牟田稔 - 中国新聞記者）